# Liste der Baudenkmäler in Bernau am Chiemsee

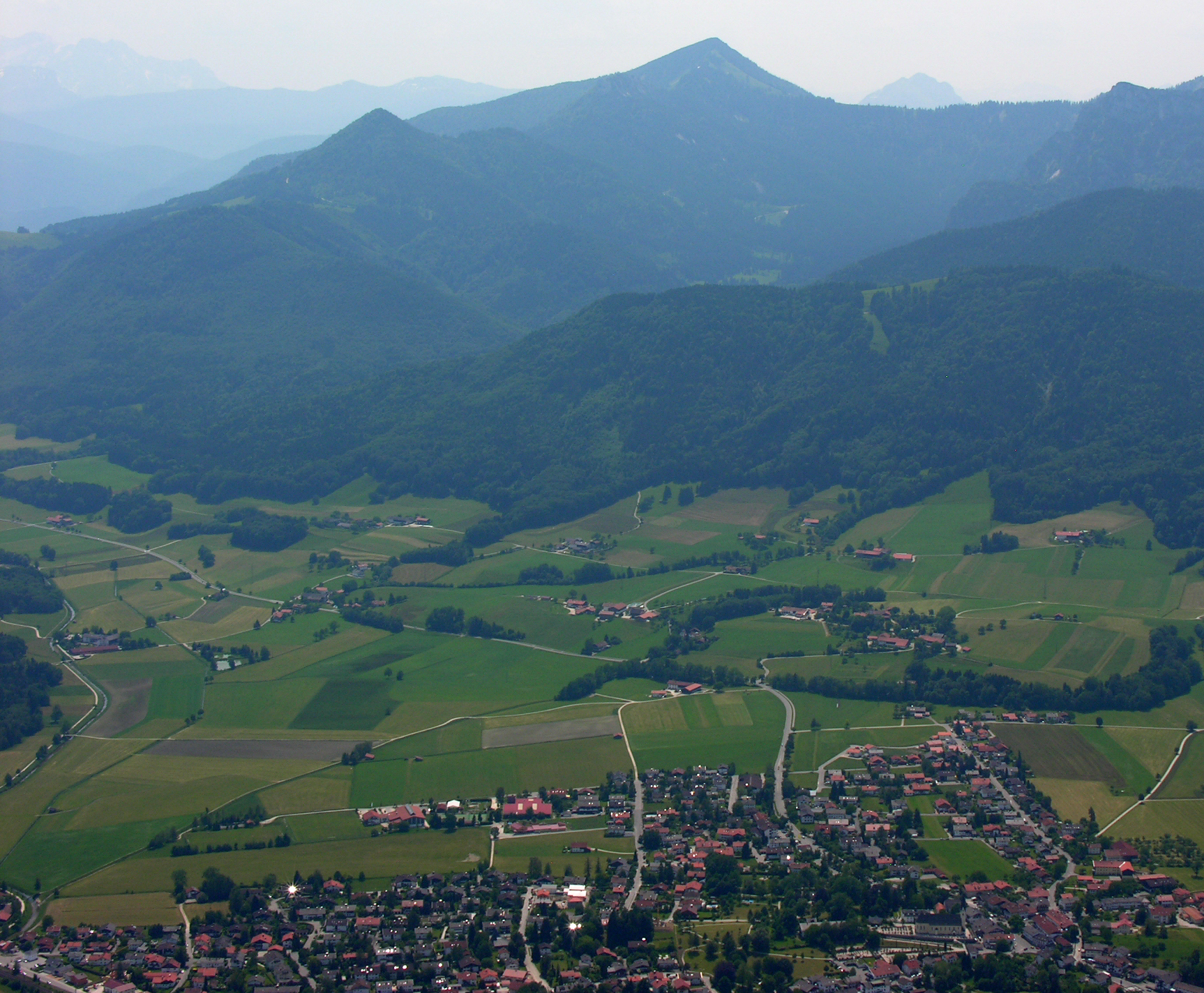
Bernau am Chiemsee

Auf dieser Seite sind die Baudenkmäler in der oberbayerischen Gemeinde Bernau am Chiemsee zusammengestellt. Diese Tabelle ist eine Teilliste der Liste der Baudenkmäler in Bayern. Grundlage ist die Bayerische Denkmalliste, die auf Basis des Bayerischen Denkmalschutzgesetzes vom 1. Oktober 1973 erstmals erstellt wurde und seither durch das Bayerische Landesamt für Denkmalpflege geführt wird. Die folgenden Angaben ersetzen nicht die rechtsverbindliche Auskunft der Denkmalschutzbehörde.

## Baudenkmäler nach Ortsteilen

### Bernau am Chiemsee
| Lage                                                    | Objekt                                        | Beschreibung | Akten-Nr.              | Bild           |
| ------------------------------------------------------- | --------------------------------------------- | --- | ---------------------- | -------------- |
| Am Bach 22 (Standort)                                   | Bauernhaus                                    | Einfirsthof, zweigeschossiger Flachsatteldachbau mit Hochlaube und Heiligennische, 1812 | D-1-87-118-1 Wikidata  | BW             |
| Kirchplatz 1 (Standort)                                 | Katholische Pfarrkirche St. Laurentius        | Saalbau mit Satteldach, Westturm mit Spitzhelm, unter Einbeziehung des spätgotischen Turms und Teilen der Westwand des Vorgängerbaus 1926 nach Plan von Franz Xaver Huf neu errichtet; mit Ausstattung Grabdenkmal für Maria Bonn mit bronzener Jugendstilbüste, um 1909 durch Clothilde Bauer gestaltet, im Friedhof Im Friedhof einige schmiedeeiserne Grabkreuze des 18. und 19. Jahrhunderts                                      | D-1-87-118-3 Wikidata  | weitere Bilder |
| Kirchplatz 9; am Treppenaufgang zum Friedhof (Standort) | Gedenksäule an einen Wegebau                  | Granitsäule mit Aufbau, am Schaft bezeichnet mit 1518 und 1765 | D-1-87-118-4 Wikidata  | weitere Bilder |
| Kirchplatz 9 (Standort)                                 | Gasthaus                                      | Einfirstanlage, zweigeschossiger Flachsatteldachbau mit Eckerkern, errichtet 1697 | D-1-87-118-6 Wikidata  | weitere Bilder |
| Schulplatz 1; Schulplatz 2; Hengelerstraße 9 (Standort) | Skulpturen, vier lebensgroße Kalksteinfiguren | Homer und Thukydides von Ernst Mayer, Hippokrates und Aristoteles von Francesco Sanguinetti, bis ca.1948 auf der Freitreppe der Staatsbibliothek München, seit 1965 auf Betonsockeln im Schulgarten (bei der rechten Figur auf der kürzlich ausgetauschten Abbildung handelt es sich weder um Thucydides von Ernst Mayer noch um Hippokrates, wie auf dem Hinweisschild fälschlich angegeben, sondern um Aristoteles von Sanguinetti) | D-1-87-118-44 Wikidata | weitere Bilder |
| Schulplatz 2; im Schulgarten (Standort)                 | Grenzstein                                    | Bezeichnet mit 1679 | D-1-87-118-8 Wikidata  | weitere Bilder |
| Widholzerstraße 6; im Kurgarten (Standort)              | Grenzsäule                                    | Bezeichnet mit 1679 | D-1-87-118-9 Wikidata  | weitere Bilder |

### Bergham
| Lage                                | Objekt                                                          | Beschreibung | Akten-Nr.              | Bild                  |
| ----------------------------------- | --------------------------------------------------------------- | --- | ---------------------- | --------------------- |
| Bergham 1 (Standort)                | Getreidekasten                                                  | Blockbau, 2. Hälfte 17. Jahrhundert, mit Holzüberbau mit Flachdach, 18./19. Jahrhundert | D-1-87-118-13 Wikidata | BW                    |
| Bergham 3; Bergham 3 a (Standort)   | Ehemaliges Bauernhaus                                           | Einfirsthof, zweigeschossiger Flachsatteldachbau mit Giebelbundwerk und Hochlaube, an der Firstpfette bezeichnet mit 1761 | D-1-87-118-14 Wikidata | Ehemaliges Bauernhaus |
| Kreuzstraße (Standort)              | Feldkreuz                                                       | Mit gusseisernen Figuren, 2. Hälfte 19. Jahrhundert; an der Kreuzstraße, Westende | D-1-87-118-10 Wikidata | weitere Bilder        |
| Nähe Rottauer Straße (Standort)     | Feldkreuz                                                       | Mit gusseisernen Figuren, um 1900; an der Kreuzstraße, Ostende | D-1-87-118-11 Wikidata | Feldkreuz             |
| Osterham 10; Osterham 12 (Standort) | Ehemaliges Brunnenwärterhaus an der Soleleitung von Reichenhall | Schopfwalmdachbau mit Putzgliederung, 1810 Angebaut Maschinenhaus, Tuffquaderbau mit Zeltdach und Werksteingliederungen, Mitte 19. Jahrhundert Nebengebäude mit Stall, zweigeschossiger Steildachbau, wohl 1. Hälfte 19. Jahrhundert | D-1-87-118-15 Wikidata | weitere Bilder        |

### Chiemseepark Felden
| Lage                                                              | Objekt                   | Beschreibung | Akten-Nr.              | Bild           |
| ----------------------------------------------------------------- | ------------------------ | --- | ---------------------- | -------------- |
| In Chiemseepark Felden; im Ort (Standort)                         | Grenzsäule aus Tuffstein | Bezeichnet mit 1679 | D-1-87-118-19 Wikidata | weitere Bilder |
| Bitzer; im Irschener Winkel ()                                    | Grenzsäule               | Bezeichnet mit 1679 nicht nachqualifiziert, im Bayerischen Denkmal-Atlas nicht kartiert | D-1-87-118-20 Wikidata |                |
| Rasthausstraße 25; Neumühlstraße 22; 24; 26; 30 und 40 (Standort) | Rasthaus am Chiemsee     | Weitläufiger Komplex beiderseits der Autobahn München – Salzburg, die Gesamtanlage nach Plan von Fritz Norkauer, 1937–38 Nördlich zum See hin Hotel- und Gaststättenbereich mit Seeterrassen und Freibadeanstalt, in z-förmiger Anordnung, bestehend aus zwei zweigeschossigen Langtrakten nach Westen und Osten und einem erhöhten dreigeschossigen Mittelbau, verputzt mit Werksteinelementen und vorstehendem Flachsatteldach, im Stil des alpenländischen Bauernhauses; mit Ausstattung Auf der Seeterrassen-Brüstung Bronzestatue „Die Schauende“ von Fritz Klimsch, Abguss wohl 1939 nach Original von 1932 Südlich der Autobahn Funktions- und Betriebsgebäude, drei erdgeschossige um einen Hof geordnete Trakte und ein anschließender Trakt nach Süden, jeweils mit Flachsatteldächern Südöstlich abgerückt Transformatorenhaus, erdgeschossiger Flachsatteldachbau mit Rundbogentür | D-1-87-118-18 Wikidata | BW             |

### Giebing
| Lage                    | Objekt                  | Beschreibung | Akten-Nr.              | Bild           |
| ----------------------- | ----------------------- | --- | ---------------------- | -------------- |
| Giebing 25 (Standort)   | Bauernhaus              | Einfirsthof, zweieinhalbgeschossiger Flachsatteldachbau mit Hochlaube und Bundwerk am Wirtschaftsteil, Mitte 19. Jahrhundert | D-1-87-118-22 Wikidata | BW             |
| Kleinfeld (Standort)    | Getreidekasten          | Blockbau, wohl 17. Jahrhundert                                                                                               | D-1-87-118-21 Wikidata | weitere Bilder |
| Nähe Giebing (Standort) | Katholische Ortskapelle | Satteldachbau mit Putzgliederung, 1895; mit Ausstattung                                                                      | D-1-87-118-23 Wikidata | weitere Bilder |

### Hittenkirchen
| Lage                                                      | Objekt                                    | Beschreibung | Akten-Nr.              | Bild           |
| --------------------------------------------------------- | ----------------------------------------- | --- | ---------------------- | -------------- |
| Hittostraße 10 (Standort)                                 | Katholische Filialkirche St. Bartholomäus | Saalbau mit Satteldach, Westturm mit Spitzhelm von 1851 und Steinportal von 1792, Langhaus zum Teil romanisch, Chor spätgotisch, barocker Ausbau der Kirche Mitte 17. Jahrhundert und 1760, 1701 Turm von Hans Mayr d. Ä. von der Hausstadt, 1718 Vorhaus, 1843 Dachstuhl, 1898 Erweiterung; mit Ausstattung | D-1-87-118-25 Wikidata | weitere Bilder |
| Oberfeld; am westlichen Ortsrand (Standort)               | Wegkreuz                                  | Hölzernes Kruzifix, 19. Jahrhundert | D-1-87-118-26 Wikidata | BW             |
| Oberfeld; westlich auf der Anhöhe, an der RO23 (Standort) | Kriegergedächtsniskapelle                 | Steildachbau mit Dachreiter mit Haubendach, neubarock, 1923 | D-1-87-118-27 Wikidata | weitere Bilder |

### Hitzelsberg
| Lage                              | Objekt         | Beschreibung | Akten-Nr.              | Bild           |
| --------------------------------- | -------------- | --- | ---------------------- | -------------- |
| Nähe Am Kalvarienberg (Standort)  | Kalvarienberg  | Offene Nischenkapelle, massive Natursteinwand mit hölzerner Stützkonstruktion des Satteldaches, 1859, mit hölzerner Kreuzigungsgruppe, 1886 | D-1-87-118-28 Wikidata | weitere Bilder |
| Nähe Engelländerstraße (Standort) | Lourdeskapelle | Holzbau mit vorkragendem Walmdach und Dachreiter mit Zeltdach, um 1900; am Hitzelsberger Waldweg                                            | D-1-87-118-30 Wikidata | BW             |

### Irschen
| Lage                             | Objekt      | Beschreibung | Akten-Nr.              | Bild           |
| -------------------------------- | ----------- | --- | ---------------------- | -------------- |
| Irschener Straße 2 (Standort)    | Bauernhaus  | Einfirsthof, zweigeschossiger Bau mit vorkragendem Flachsatteldach, Hochlaube und Putzgliederung, 1. Hälfte 19. Jahrhundert           | D-1-87-118-32 Wikidata | Bauernhaus     |
| Irschener Straße 5 (Standort)    | Bauernhaus  | Einfirsthof, zweigeschossiger Flachsatteldachbau mit Laube und Hochlaube sowie bemalten Balkenköpfen, Firstpfette bezeichnet mit 1826 | D-1-87-118-33 Wikidata | weitere Bilder |
| Nähe Irschener Straße (Standort) | Ortskapelle | Satteldachbau mit Dachreiter, 1846; mit Ausstattung                                                                                   | D-1-87-118-31 Wikidata | weitere Bilder |

### Kothöd
| Lage                                             | Objekt                 | Beschreibung | Akten-Nr.              | Bild           |
| ------------------------------------------------ | ---------------------- | --- | ---------------------- | -------------- |
| Großfeld; an der Straße nach Pfaffing (Standort) | Marterl und Grenzstein | Granitsäule mit Rotmarmoraufsatz, bezeichnet mit 1537 und 1610                                                      | D-1-87-118-36 Wikidata | weitere Bilder |
| Hochriesstraße 3 (Standort)                      | Hofkapelle             | Satteldachbau mit Putzgliederung, Mitte 19. Jahrhundert; mit Ausstattung                                            | D-1-87-118-35 Wikidata | weitere Bilder |
| Kothöd 6 (Standort)                              | Bauernhaus             | Einfirsthof, zweigeschossiger Flachsatteldachbau mit Hochlaube, Laube, Giebelbundwerk und geschnitzter Tür, um 1800 | D-1-87-118-34 Wikidata | BW             |

## Weitere Ortsteile
| Lage                                                                     | Objekt                                     | Beschreibung | Akten-Nr.              | Bild                         |
| ------------------------------------------------------------------------ | ------------------------------------------ | --- | ---------------------- | ---------------------------- |
| Aufing Unterfeld in der Flur Aufing (Standort)                           | Wegkapelle                                 | Satteldachbau mit südlichem Dachreiter und Segmentbogenfenstern; 2. Hälfte 19. Jahrhundert; mit Ausstattung | D-1-87-118-12 Wikidata | Wegkapelle                   |
| Dösdorf Weidholz (Standort)                                              | Grenzstein aus Granit                      | Bezeichnet mit 1610 W A; im Wald zwischen Dösdorf und dem Hohen Berg, ca. 300 m nordostwärts des Weilers | D-1-87-132-7           | BW                           |
| Eichet Baumannstraße 36 (Standort)                                       | Vorstandsgebäude der Justizvollzugsanstalt | Zweigeschossiger Mansardwalmdachbau mit Mittelrisalit und Putzgliederungen, 1924 von Georg Adlmüller erbaut | D-1-87-118-17 Wikidata | BW                           |
| Eichet Baumannstraße 81; Baumannstraße 83 (Standort)                     | Justizvollzugsanstalt Bernau               | T-förmige Anlage mit dreigeschossigem Hauptbau mit Walmdach auf hohem Sockelgeschoss und übergiebeltem Eintangsrisalit, rückwärtiger Zellentrakt viergeschossig mit Walmdach und Firstoberlicht, verputzter Backsteinbau, 1928 | D-1-87-118-16 Wikidata | Justizvollzugsanstalt Bernau |
| Kraimoos Kraimoos 4; an der Abzweigung der Straße nach Stocka (Standort) | Mariengrotte                               | Aus Sintersteinen mit überlebensgroßer Marienfigur mit Kind, wohl Stuck, 3. Viertel 19. Jahrhundert | D-1-87-118-37 Wikidata | weitere Bilder               |
| Kraimoos Kraimoos 9 (Standort)                                           | Ehemaliges Bauernhaus                      | Einfirsthof, zweigeschossiger Flachsatteldachbau mit Putzgliederung, Hochlaube, Wirtschaftsteil mit Traufbundwerk, Firstpfette bezeichnet mit 1836                                                                             | D-1-87-118-38 Wikidata | BW                           |
| Reitham Reitham 13 (Standort)                                            | Bauernhaus                                 | Einfirsthof, zweigeschossiger Flachsatteldachbau mit Hochlaube, 1793 | D-1-87-118-39 Wikidata | BW                           |
| Weisham Nähe Weisham, am nördlichen Ortsrand (Standort)                  | Kapelle                                    | Rundbau mit Kegeldach und Vorhalle mit Pultdach, 1933; mit Ausstattung | D-1-87-118-40 Wikidata | Kapelle                      |
| Weisham Staufenstraße 10; am Ostausgang des Ortes (Standort)             | Wegkapelle, Lourdesgrotte                  | Kleiner Bau mit vorkragendem Flachsatteldach, 19. Jahrhundert; mit Ausstattung | D-1-87-118-41 Wikidata | Wegkapelle, Lourdesgrotte    |
| Westerham Steigackerstraße 4 (Standort)                                  | Bauernhaus                                 | Einfirsthof, zweigeschossiger Flachsatteldachbau mit Hochlaube und geschweiftem Türgerüst mit aufgedoppelter Rautentür, 1784                                                                                                   | D-1-87-118-42 Wikidata | BW                           |

## Ehemalige Baudenkmäler
In diesem Abschnitt sind Objekte aufgeführt, die noch existieren und früher einmal in der Denkmalliste eingetragen waren, jetzt aber nicht mehr.

| Lage                                            | Objekt                        | Beschreibung | Akten-Nr.              | Bild |
| ----------------------------------------------- | ----------------------------- | --- | ---------------------- | ---- |
| Hitzelsberg Hitzelsbergstraße 20 (Standort)     | Bauernhaus                    | Zweigeschossiger Flachsatteldachbau mit Hochlaube, First bezeichnet mit 1835                                                                    | D-1-87-118-29 Wikidata | BW   |
| Bernau am Chiemsee Priener Straße 11 (Standort) | Schnitzfigur des Hl. Leonhard | Spätgotisch, um 1500 | D-1-87-118-7 Wikidata  | BW   |
| Giebing Oberfeld; östlich des Ortes ()          | Brechhütte                    | 18. Jahrhundert | D-1-87-118-24 Wikidata |      |
| Wiedendorf Wiedendorf 7 (Standort)              | Bauernhaus                    | Einfirsthof, zweieinhalbgeschossiger Flachsatteldachbau mit Hochlaube, Rundbogenöffnungen und Bundwerkgiebel, am Firstbaum bezeichnet mit 1782. | D-1-87-118-43 Wikidata | BW   |